# European Patrol Corvette
Die European Patrol Corvette (EPC), ist ein PESCO-Projekt (SSZ, deutsch: „Ständige Strukturierte Zusammenarbeit“) für den Bau einer neuen Klasse von Korvette für mehrere europäische Staaten.

## Allgemeines
Es handelte sich ursprünglich um ein italienisches Projekt unter dem Kürzel PPX (das in der Folge für die Entwicklung einer anderen Patrouillenschiffklasse verwendet wurde). In der Folge schloss sich Frankreich an, später stießen Spanien, Portugal und Griechenland dazu. Interesse an dem von Italien koordinierten Projekt zeigten auch einige nordeuropäische Staaten. Die Arbeitsgruppe setzt sich zum Ziel, eine neue Familie von Militärschiffen zu entwickeln.
Die Schiffe sollen einen konventionellen Rumpf verschiedener Dimensionen, Waffen- und Antriebssysteme haben. Es sollten ursprünglich 3 verschiedene Versionen entwickelt werden:
- Patrouillenschiff für Italien und Spanien
- Langstreckenschiff für Frankreich (wegen der Überseeterritorien)
- Kampfstärkere Version für Griechenland

Es sollen nunmehr nur noch die ursprünglich französische und die griechische Version gebaut werden, wobei letztere zumindest auch von Italien beschafft werden könnte.

## Beteiligte
- NAVIRIS (Joint-Venture aus Fincantieri und Naval Group)
- Indra Sistemas, Navantia

## Voraussichtliche Nutzerstaaten
- Italienische Marine
  - Ersetzt: 8 Korvetten der bereits ausgemusterten Minerva-Klasse
- Spanische Marine
  - Ergänzt: Serviola, Infanta Elena
- Französische Marine
  - Ergänzt/Ersetzt: Floréal Klasse
- Griechische Marine
- Dänische Marine
- Norwegische Marine[3]